# ويللستون وست (تشيشير)
ويللستون وست (بالإنجليزية: Willaston, Cheshire West)‏ هي قرية تقع في المملكة المتحدة في شمال غرب إنجلترا. يقدر عدد سكانها بـ 4,913 نسمة .